# Sasakiella tsingtaoensis
Sasakiella tsingtaoensis är en nässeldjursart som beskrevs av Ling 1937. Sasakiella tsingtaoensis ingår i släktet Sasakiella och familjen Kishinouyeidae. Inga underarter finns listade i Catalogue of Life.